# Noyal-sous-Bazouges
Noyal-sous-Bazouges is een gemeente in het Franse departement Ille-et-Vilaine (regio Bretagne) en telt 379 inwoners (1999). De plaats maakt deel uit van het arrondissement Fougères-Vitré.

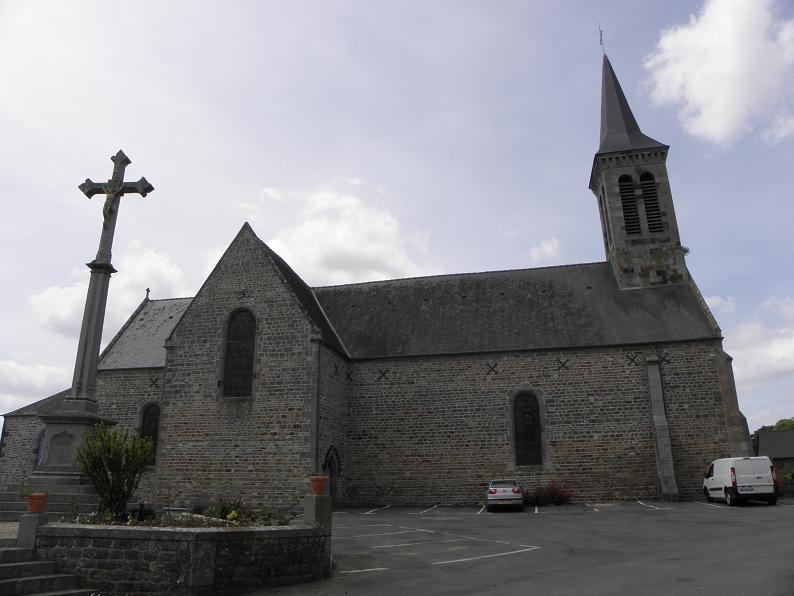
Kerk van Noyal
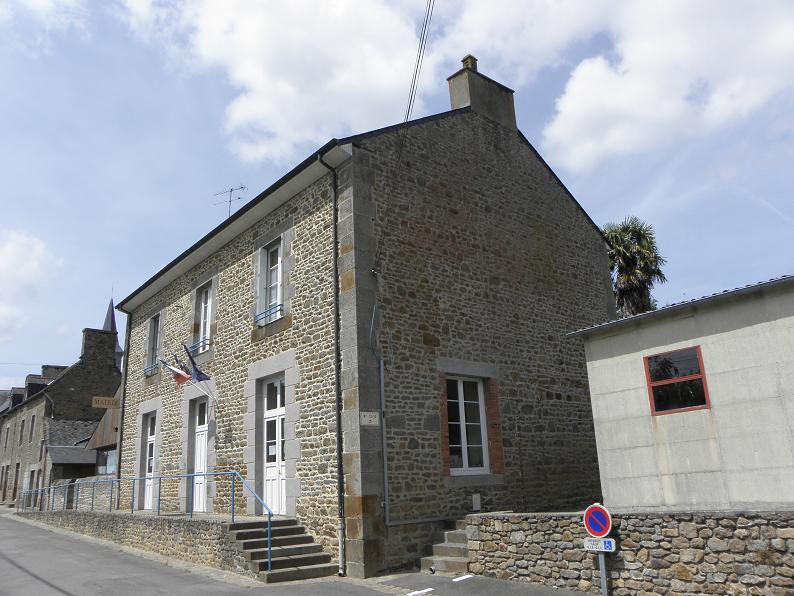
Gemeentehuis

## Geografie
De oppervlakte van Noyal-sous-Bazouges bedraagt 15,1 km², de bevolkingsdichtheid is 25,1 inwoners per km².
De onderstaande kaart toont de ligging van Noyal-sous-Bazouges met de belangrijkste infrastructuur en aangrenzende gemeenten.

## Demografie
Onderstaande figuur toont het verloop van het inwonertal (bron: INSEE-tellingen).

1. ↑  Populations de référence 2022.